# Naplitánia

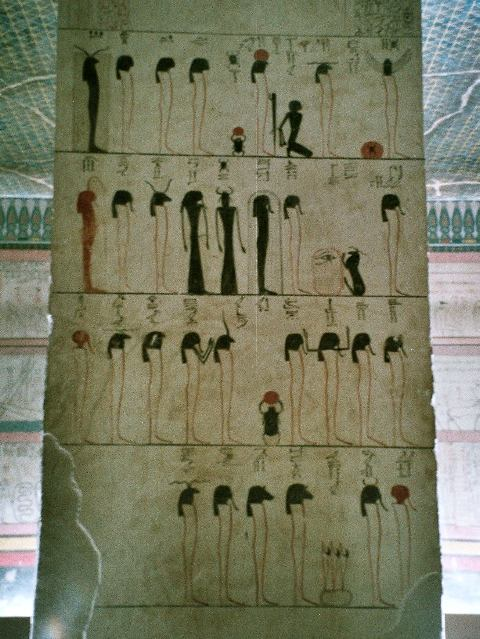
Naplitánia III. Thotmesz sírjában (Királyok völgye 34)

A Naplitánia (Ré litániája) ókori egyiptomi szakrális irat, úgynevezett túlvilágkönyv, amelyet az újbirodalom idején alakult ki. Más halotti szövegekhez hasonlóan a sírokba írták fel, segítségül az elhunytnak, sok más szöveggel ellentétben azonban a fáraók, illetve egyes, nagy kegyben részesített nemesek számára volt fenntartva.
A szöveg két részből áll. Az elsőt Ré napisten 75 formájához idézett fohász képezi, a másodikat pedig imák sora, melyben a fáraó eggyéválik istenekkel, a természet egyes részeivel, de főleg a napistennel. A szöveg emellett dicsőíti az istenekkel eggyévált fáraót. I. Széthi idejétől kezdve a szöveg a legtöbb uralkodósír bejáratánál olvasható, de legelső előfordulásai korábbiak: III. Thotmesz sírja, a Királyok völgye 34 sírkamrájából, illetve vezírje, Uszeramon sírjából, a TT131-ből ismert.